# Pizza quatre saisons
Pour les articles homonymes, voir Pizza (homonymie), Saison (homonymie) et Les Quatre Saisons (homonymie).
Une pizza quatre saisons (pizza quattro stagioni, en italien) est une recette de pizza traditionnelle de la cuisine italienne, « classique » des menus des pizzerias,, à base de quatre portions d'ingrédients différents pour représenter les quatre saisons. 

## Description
Variante des pizzas napolitaines, la pizza quatre saisons est traditionnellement préparée avec un fond de sauce tomate et éventuellement de mozzarella,,, avec quatre ingrédients répartis sur quatre quartiers de la pizza, pour symboliser et représenter les 4 saisons,,, :
- Printemps : cœurs d'artichaut marinés à l'huile d'olive
- Été : tomate, poivron, olives noires, ou basilic
- Automne : champignons
- Hiver : jambon (salami ou prosciutto...)

## Variantes
D'autres ingrédients peuvent être utilisés. Les ingrédients de la pizza quatre saisons et de la pizza capricciosa sont quasiment les mêmes, mais mélangés.